# Cyphophthalmus ere
Espèce
Cyphophthalmus ere est une espèce d'opilions cyphophthalmes de la famille des Sironidae.

## Distribution
Cette espèce est endémique de Serbie. Elle se rencontre dans les districts de Zlatibor et de Moravica.

## Description
Le mâle holotype mesure 1,88 mm, les mâles mesurent de 1,7 à 1,88 mm et les femelles de 1,8 à 1,96 mm.

## Publication originale
- Karaman, 2008 : « Cyphophthalmi of Serbia (Arachnida, Opiliones). » Advances in studies of the fauna of the Balkan Peninsula, Papers dedicated to the memory of Guido Nonveiller, Nature Protection Institute of Serbia, Monograph, Belgrade, no 22, p. 97-118.